# Día Internacional de las Mujeres Rurales
El Día Internacional de las Mujeres Rurales es una jornada que se celebra anualmente el 15 de octubre desde 1997, establecido por la Asamblea General de las Naciones Unidas en 2007.

## Enfoques teóricos sobre Mujeres en áreas rurales
Las perspectivas conceptuales que han buscado comprender la caracterización sobre la mujer rural abordan múltiples dimensiones. Estos enfoques exploran la interacción de las mujeres en contextos rurales con las dinámicas de género, laborales, sociales y ambientales.

#### Caracterización de la “Mujer rural”
La mujer rural es un término que describe a las mujeres, que viven y trabajan en espacios rurales, definidos generalmente como áreas con menos de 30.000 habitantes y una densidad poblacional inferior a 100 habitantes por kilómetro cuadrado (km²). Asimismo, sus actividades económicas incluyen principalmente la agricultura, la ganadería, la artesanía y otras ocupaciones esenciales para el desarrollo de su comunidad.
Las mujeres rurales no constituyen un grupo homogéneo. Con frecuencia, se emplean términos como “mujeres en la agricultura” o “mujeres rurales” de manera estereotipada, restringiéndolos a mujeres jóvenes adultas que trabajan en el campo. No obstante, estas mujeres representan una gran diversidad de experiencias y realidades. Las identidades de este colectivo se construyen de diversas maneras, existiendo un traslape entre mujer granjera y mujer rural. 

##### Intersección con el ámbito laboral
En tal sentido, ciertos sectores de este colectivo se ven más afectados por ciertas situaciones. Por ejemplo, aquellas mujeres en países en vías de desarrollo enfrentan la informalidad laboral, la falta de protección social y derechos laborales. En el caso de las mujeres rurales propietarias de terrenos agrícolas, el índice porcentual está alrededor del 15%, lo que resulta en una reducción de la seguridad salarial, una disminución del poder de decisión en sus hogares y comunidades, y mayores dificultades para acceder a créditos destinados a sus actividades agrícolas. 

##### Intersección con el ámbito de la salud
En cuanto a la salud reproductiva, aproximadamente el 30% de mujeres rurales ha dado a luz sin la presencia de un profesional de salud, lo que aumenta el riesgo de complicaciones, hemorragias severas y mortalidad materna. En relación a las niñas rurales, tienen una probabilidad significativamente mayor de casarse antes de los 18 años; el porcentaje supera el 50% en algunos países. Este hecho implica obstáculos para su educación y empleo, al igual que un mayor riego de sufrir de violencia de pareja, embarazos tempranos, complicaciones maternas y vulnerabilidad a infecciones de transmisión sexual, incluyendo el VIH. 
Los estereotipos de género y de lugar influyen en la percepción de los roles sociales de las mujeres en las comunidades rurales, lo que puede afectar su acceso a la atención médica. Del mismo modo, la interacción de estos estereotipos y los valores comunitarios pueden impactar en el acceso de las mujeres rurales a los servicios de salud, en términos de disponibilidad, asequibilidad, accesibilidad, aceptabilidad y calidad. 

##### Intersección con el acceso a recursos hídricos
La mayoría de mujeres rurales enfrentan dificultades relacionadas con el acceso al agua. Tanto adultas como niñas suelen ser responsables de recolectar agua, lo que puede limitar su acceso a la educación y al empleo, incrementar el trabajo doméstico no remunerado, y elevar el riesgo de mortalidad materna, de violencia y de estrés psicosocial. Solo el 2% de las mujeres rurales más pobres, en países de ingresos bajos, completa la educación secundaria superior.

##### Intersección con las crisis y el cambio climático
Las mujeres rurales enfrentan numerosos desafíos, especialmente en el acceso limitado al crédito, la asistencia sanitaria y la educación. Estos obstáculos se ven agudizados en tiempos de crisis económicas y alimentarias, así como ante el impacto del cambio climático.
También enfrentan dificultades respecto al acceso a la tecnología. Se estima que, la mejora de estas condiciones podría incrementar su rendimiento agrícola entre un 20% y un 30%, permitiría alimentar a entre 100 y 150 millones de personas adicionales. De igual forma, las temperaturas extremadamente altas impactan más a los cultivos producidos por las agricultoras, cuyo rendimiento disminuye en un 3%.
Las mujeres rurales suelen tener menos acceso a alimentos y enfrentan un mayor riesgo de desnutrición e inseguridad alimentaria. Representan uno de los grupos más afectados por la crisis alimentaria , ya que la falta de oportunidades, inversión, la pobreza y la lenta modernización del campo agravan su situación. Estos factores también interfieren negativamente en su nutrición.  
De la misma forma, las mujeres rurales aseguran la mitad del suministro alimenticio global. Como agricultoras, han aprendido a hacer frente al cambio climático y adaptarse a él mediante prácticas de agricultura sostenible, como el uso de semillas resistentes a la sequía y liderando iniciativas de reforestación y recuperación de ecosistemas.Sin embargo, suelen ser percibidas como "ayudantes" de sus maridos, lo que resulta en una baja participación en la fuerza laboral y una asociación con la pobreza. La alta tasa de analfabetismo entre las mujeres rurales limita su capacidad de participar en la toma de decisiones, a pesar de su participación activa en actividades domésticas y agrícolas. 
El rol de las mujeres en el desarrollo de las sociedades rurales trasciende su contribución en labores productivas y de cuidado, ya que también aportan conocimientos sobre prácticas agrícolas locales y ancestrales, así como la conservación de la biodiversidad. Participan tanto a actividades agrícolas como no agrícolas y gestionan los recursos naturales. Además, están involucradas en la producción, procesamiento, conservación y comercialización de alimento. A través de la diversificación de las fuentes de ingreso, garantizan la seguridad alimentaria, la nutrición y el bienestar de sus familias y comunidades.

## Mujeres rurales en América Latina

### Caso Perú
Según estimaciones del INEI, el 17,4% de la población peruana reside en áreas rurales, de las cuales aproximadamente 2 millones 900 mil son mujeres lo cual representaría el 48,3%. Dentro de este grupo, la pobreza monetaria es 17 puntos porcentuales mayor que en las áreas urbanas, a su vez existe una brecha significativa de ingresos por género. En tal sentido, las mujeres rurales perciben en promedio solo el 62% del ingreso de los hombres rurales.Además, los indicadores de violencia doméstica son muy similares en ambas áreas, alcanzando un 53% en las zonas rurales.

###### Avances hacia la equidad de género para las mujeres rurales
En cuanto a la legislación y políticas públicas, el gobierno peruano ha institucionalizado políticas de igualdad de género como la Política Nacional de Igualdad de Género de 2019, que priorizó la adecuación de servicios agrarios destinados a mejorar la condición de las mujeres rurales, y la Ley de Paridad de Género de 2020. De la misma manera, la implementación de derechos de propiedad conjunta entre cónyuges en la zona rural ha generado un impacto positivo en la participación de las mujeres en la toma de decisiones dentro del círculo familiar. Adicionalmente, se desarrollaron políticas, como el Plan Estratégico de Desarrollo Nacional al 2050, y la creación de la Dirección de Promoción de la Mujer Productora Agraria del Ministerio de Desarrollo Agrario y Riego. Asimismo, el Programa de Compensaciones para la Competividad (Agroideas) y el Programa de Desarrollo Productivo Agrario Rural (Agro Rural) conducen la “Estrategia de Emprendimiento de la Mujer Rural e Indígena” .

###### Tareas pendientes
La desigualdad de género se ve agravada por otros marcadores sociales como la educación, la propiedad de la tierra, solo el 22% de las mujeres rurales poseen titularidad de la propiedad, y la composición del hogar. Las mujeres rurales presentan más dificultades para alcanzar niveles altos de educación que los hombres, así como para participar en organizaciones de agricultores . Además son trabajadores no remuneradas, constituyendo el 58% de este sector. Todavía, se presentan resistencias internas que se deben superar, a través de una labor de sensibilización. Asimismo, el desarrollo en temas, como de la autonomía de las mujeres rurales y su prevención ante situaciones de violencia de género y ante el riesgo de desastres, aún no es suficiente . La generación de información contiene deficiencias al no poseer data diferenciada según sexo o indicadores sobre las estrategias planteadas y resultados.

### Caso México
En México, 27.4 millones de personas viven en zonas rurales, definidas como localidades con menos de 2 mil 500 habitantes. De este total, el 50.7% son mujeres, lo que representa casi una cuarta parte de la población femenina nacional mexicana. De las 61.5 millones de mujeres, el 23% habitan en localidades rurales, y el 75% de ellas son mayores de 12 años.

###### Avances hacia la equidad de género para las mujeres rurales
México ha logrado un avance significativo principalmente en tres áreas en el nivel federal: el fortalecimiento del derecho interno para asegurar la equidad de género, una institucionalidad de género y el aumento de recursos públicos etiquetados a la igualdad de género. Tal es el caso del Programa Nacional para la Igualdad entre Mujeres y Hombres (PROIGUALDAD 2020-2024), el gobierno mexicano promueve los derechos de propiedad y titularidad de la tierra de las mujeres rurales. Diversas entidades como, INMUJERES, SEDATU, INPI, RAN y PA, realizaron el Foro Desafíos de la participación y representación de las mujeres en los órganos agrarios 2021, orientado hacia el avance del reconocimiento de los agrarios de este grupo de mujeres, tanto rurales como indígenas.

###### Tareas pendientes
Respecto a las barreras financieras, los niveles de pobreza de la población rural mexicana rondan el 55.9%. Además de ello, tanto las barreras estructurales como las normas sociales limitan el acceso equitativo de las mujeres y niñas en zonas rurales a la tierra, recursos, servicios públicos e infraestructura, afectan su participación política y bienestar. En relación a la toma de decisiones , los consejos ejidales , forma principal de organización de la propiedad colectiva de la tierra en el área rural, es conformado por mujeres en un 25%. Mientras que, la participación dentro de órganos de representación de núcleos agrarios es aproximadamente de 22%.

### Caso Bolivia
En Bolivia, la población rural se distribuye en un 35,4% y la urbana en un 64,6%. Mientras que, el porcentaje de mujeres rurales consideradas como población activa productiva (PAR) es de 22,9% . Las mujeres invierten el doble de tiempo que los hombres en las labores de cuidado, lo cual impide que ellas puedan disponer de tiempo para realizar actividades que les generen ingresos suficientes para alcanzar la independencia económica.  
El 85,7% de las mujeres rurales se ocupan en el sector agricultura y pecuario, participando activamente en la producción de papa, maíz y otros cereales, y cumpliendo un rol en la post-cosecha. Las mujeres desempeñan un papel activo en la forestaría y en la producción de ganado menor, aportando al ingreso familiar mediante sus propias huertas, la producción doméstica y artesanal, así como mediante empleos remunerados.

###### Avances hacia la equidad de género para las mujeres rurales
El gobierno boliviano ha desarrollado y ha respaldado planes de desarrollo que permitan a las mujeres rurales a incrementar su autonomía económica. Entre ellos, los programas de electrificación rural que facilitan a las mujeres emprender desde sus propias comunidades. También, los programas de formación en fontanería y soluciones de riego para los cultivos agrícolas ayudaron a las mujeres rurales con la gestión de recurso hídricos. De igual modo, este grupo ha podido incorporarse al mercado laboral mediante los programas de apoyo al empleo. En relación con el derecho de propiedad sobre la tierra, el enfoque en la equidad de género está presente en la constitución del país y en los planes estratégicos instituciones, lo que contribuye a garantizar su derecho a la tierra.  

###### Tareas pendientes
En el ámbito educativa, la tasa de analfabetismo de las mujeres rurales bolivianas alcanza el 83%. En el ámbito de violencia basada en género por parte de sus parejas, el 95% de las mujeres han experimentado violencia psicológica, el 73% sufrió de violencia física, el 53.6% de violencia sexual y el 47.1% de violencia económica. En el ámbito de empleabilidad, las mujeres rurales en promedio trabajan 38.10 horas por semana, por el cual, perciben la mitad del ingreso promedio mensual de los hombres.

## Proclamación
El Día Internacional de las Mujeres Rurales fue celebrado por primera vez en 1997 promovido por Women's World Summit Foundation (WWSF). Posteriormente, fue proclamado por la Asamblea General de las Naciones Unidas el 18 de diciembre de 2007. Esta proclamación tiene como objetivo reconocer la función y contribución decisivas de la mujer rural, incluidas las mujeres indígenas, en la promoción del desarrollo agrícola y rural, la mejora de la seguridad alimentaria y la erradicación de la pobreza rural. Además, busca sensibilizar sobre las desigualdades que enfrentan las mujeres rurales y promover medidas para mejorar su calidad de vida y empoderamiento socioeconómico y político.

### Objetivos
- El estudio y análisis de las condiciones socioeconómicas de las mujeres rurales, con el fin de que los gobiernos mejoren sus condiciones de vida y laborales. Así, se busca que faciliten el acceso a créditos para mejorar su producción agrícola, promuevan la propiedad de tierras y garanticen el acceso a una mejor educación y servicios de salud.[29][30]
- La participación de las mujeres rurales en discusiones sobre el cambio climático proporciona perspectivas desde las comunidades agrícolas.[31]
- La movilización de organizaciones no gubernamentales (ONG), colectivos de mujeres, redes, entidades internacionales y medios de comunicación para conmemorar este Día Internacional, también celebrando a las mujeres rurales en su conjunto, a sus lideresas y a sus comunidades a nivel mundial.[30]
- La visibilización de sus aportes al desarrollo sostenible, la seguridad alimentaria, la conservación del conocimiento tradicional, la biodiversidad y la construcción de la paz.[30]
- El reconocimiento del papel que desempeñan las mujeres rurales en la gestión del cambio climático, instando a priorizar acciones que las beneficien.[30]
- La coordinación de iniciativas locales y nacionales durante esta fecha, en respuesta al llamado de la WWSF a la acción. Por ejemplo, la WWSF comparte los perfiles de las mujeres premiadas anualmente para incrementar la visibilidad, el apoyo y el reconocimiento de sus esfuerzos para elevar la calidad de vida en las comunidades rurales. [30]

## Celebración
Este día se celebra el 15 de octubre de cada año. La fecha fue elegida para destacar y reconocer la labor vital que realizan las mujeres rurales justo antes del Día Mundial de la Alimentación, subrayando, según los organizadores, su papel en la seguridad alimentaria. La primera celebración oficial bajo es auspicio de la  ONU tuvo lugar en 2008. Las actividades típicas de esta jornada incluyen conferencias, talleres y campañas de sensibilización que abordan temas como el acceso a recursos agrícolas, la igualdad de género y el empoderamiento de las mujeres rurales. También se realizan eventos comunitarios y se promueven iniciativas para mejorar las condiciones de vida de las mujeres en las zonas rurales, apoyadas por organismos como ONU Mujeres, FAO, OIT, Banco Mundial y FIDA.

## Temas
- 2016: Juntas somos más fuertes[33]
- 2017: Cambiar el futuro de la migración. Invertir en seguridad alimentaria y desarrollo rural[34]
- 2018: Infraestructura, servicios y protección social sostenibles para la igualdad de género y el empoderamiento de las mujeres y niñas rurales[35]
- 2019: Mujeres y niñas rurales, creadoras de resiliencia climática[36]
- 2021:Las mujeres rurales cultivan alimentos de calidad para todas las personas[37]
- 2022: Las mujeres rurales confrontan la crisis mundial del costo de vida[38]
- 2023: Cooperativas agroalimentarias: mujeres y hombres trabajando en equipo por la igualdad[39]